# 孝嫔金氏
孝嫔金氏（？—1454年)，朝鮮太宗的後宮嬪御。 
金氏為賤民出身，原本只是元敬王后的侍女，被太宗召幸，並懷了身孕，由於元敬王后個性善妒，無法容忍此事，竟聯同娘家兄弟幾度欲置其於死地，還好金氏仍於太宗二年（1402年）產下王子李裶，後被封為孝順宮主。她在端宗二年(1454年)過世。
高宗九年（1872年）以太宗後宮的身分，被改封爵為孝嬪。

## 关系
| 称谓 | 姓名            | 备注                 |
| ---- | --------------- | -------------------- |
| 丈夫 | 李芳远 朝鲜太宗 | 朝鲜王朝第三代国王。 |
| 儿子 | 李祁 敬宁君     | 太宗庶长子。         |

## 附註
1. ↑  .   [2015-02-13]. （原始内容存档于2020-12-24）.
2. ↑  .   [2015-02-13]. （原始内容存档于2015-02-12）.
3. ↑  .   [2015-02-13]. （原始内容存档于2015-02-13）.